# Републикански път III-8104
Републикански път IIІ-8104 е третокласен път, част от Републиканската пътна мрежа на България, преминаващ изцяло по територията на област Монтана, Община Берковица. Дължината му е 13,1 km.
Пътят се отклонява надясно при 88,7 km на Републикански път II-81, източно от село Боровци и се насочва на изток през най-северните, хълмисти разклонения на планината Козница (част от Западна Стара планина). Преминава през селата Замфирово и Пърличево и на 1 km североизточно от последното се свързва с Републикански път III-1621 при неговия 3 km.
| Пътища, отклоняващи се надясно (населено място, № на пътя, посока на пътя) | km   | Пътища, отклоняващи се наляво (посока на пътя, № на пътя, населено място) |
| -------------------------------------------------------------------------- | ---- | ------------------------------------------------------------------------- |
| Община Берковица, II-81, 88,7 km →                                         | 0,0  | → 88,7 km, II-81, Община Берковица                                        |
| (за с. Балювица) общински път, с. Замфирово ←                              | 4,7  | с. Замфирово                                                              |
| с. Замфирово                                                               | 5,8  | → с. Замфирово, общински път (за с. Рашовица)                             |
| с. Пърличево                                                               | 11,4 | с. Пърличево                                                              |
| (от 32,1 km на III-162) III-1621, 3 km →                                   | 13,1 | → 3 km, III-1621 (до 118,6 km на I-1)                                     |